# Justizrat
Justizrat is een niet-academische eretitel die in Duitsland in bijzondere gevallen van staatswege verleend werd aan prominente advocaten en notarissen die zich op buitengewone wijze verdienstelijk hadden gemaakt voor het land en haar inwoners of een belangwekkende prestatie hadden verricht. 

## Modern gebruik
De titel wordt thans nog alleen en slechts spaarzaam in deelstaten Saarland en Rijnland-Palts verleend. In Baden-Württemberg is het geen eretitel meer, maar een rang voor de notarissen in die deelstaat.